# تولان
تولان، روستایی در دهستان دره‌رود شمالی بخش دره‌رود شهرستان انگوت در استان اردبیل ایران است.

## ویژگی ها
این روستا با حدود ۳۰۰ هکتار زمین زیر کشت آبی نقش عمده ای در تولید محصولات‌ کشاورزی شهرستان دارد، از عمده محصولات کشت شده می توان به برنج،گندم،جو،یونجه و سیفی جات اشاره کرد.اهالی این روستا بیشتر درآمدشان از راه دامداری و سپس از کشاورزی می باشد که عمدتا عشایر بوده و ییلاق قشلاق می کنند از دیدنی های این روستا می توان پل ارتباطی روستا و محله باستانی تولاما و خارابا و مناظر طبیعی  گوورچین لی و ایلانلی قایا و هم چنین کوه زیبای محمد خان داغی نام برد.

## جمعیت
بر پایه سرشماری عمومی نفوس و مسکن در سال ۱۳۹۵، جمعیت این روستا برابر با ۱۰۹ نفر (۲۵ خانوار) بوده‌است.